# Siebnach
Siebnach ist ein Ortsteil der Gemeinde Ettringen im bayerisch-schwäbischen Landkreis Unterallgäu.

## Geographie

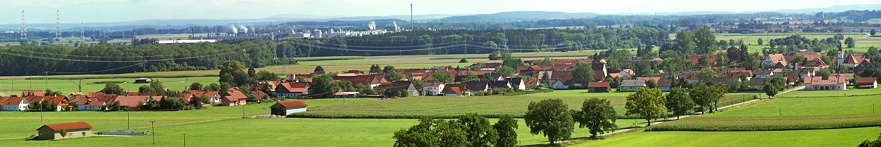
Siebnach

Das Pfarrdorf liegt am Fuße einer Hügelkette, die in einer der letzten Eiszeiten entstanden sein dürfte und von Türkheim bis vor die Tore Augsburgs reicht. Die höchsten Erhebungen dieser Kette befinden sich im Westen; dahinter liegt das Quellgebiet der Schmutter und im Osten die Weiten des Wertach- und des Lechtals.
Nördlich des Dorfes liegt der Weiler Kirch-Siebnach, auf dem sich die Pfarrkirche „St. Georg“ befindet. Außerdem finden sich in diesem Gebiet auch die Aussiedlerhöfe „Kusterberg“ (nordöstlich), „Ziegelberg“ (nördlich) und „Am Dornet“ (nordöstlich).

## Geschichte
Schon die Römer hatten in diesem Gebiet einen Wachturm errichtet, um die von Türkheim über Ettringen und Siebnach nach Schwabegg führende Römerstraße besser kontrollieren zu können. Bei Baumaßnahmen zutage geförderte Gegenstände geben davon Zeugnis. Auch bei gezielten Grabungen wurden Gegenstände aus vorchristlicher Zeit entdeckt.
Beim Bau der Ferngasleitung Augsburg-Kaufbeuren in den Jahren 1951/52, die entlang der Römerstraße geführt wurde, entdeckte man alemannische Reihengräber, die Fachleute dem 6./7. Jahrhundert zuordnen. In dieser Zeit dürfte auch der Ursprung des Ortsnamens Siebnach liegen. Trotz vieler Abwandlungen wird angenommen, dass die sieben Eichen, die vom Dorf bis Kirch-Siebnach den Fuß- und Radweg begleiten, Pate für den Namen standen.
Die von den Welfen um 1050 errichtete Burg wurde im Jahre 1083 von Bischof Siegfried von Augsburg, Friederich dem Schwabenherzog und dem Grafen Rapoto niedergebrannt. Im Zusammenhang mit diesem Ereignis wurde Siebnach zum ersten Mal urkundlich erwähnt.
Von einer weiteren Burganlage – dem Burgstall Siebnach – zeugen heute noch Umrisse, Wälle und Gräben auf dem Schlossberg. In dieser Burganlage hausten die Ritter von Siebenaich, die in Abhängigkeit von den Welfen und Staufen standen. Vater Mangold I lebte von 1120 bis 1160 und hatte zwei Söhne: Mangold II und Hartmann II. Als Lehensmann nahm Hartmann II von Siebenaich im Herbst 1166 am Italienfeldzug des deutschen Kaisers Barbarossa teil und rettete im darauf folgenden Jahr in Susa durch eine List dem Kaiser sogar das Leben.
1237 verkauften Nachfahren die Besitzungen an das Kloster Steingaden. Siebenaich gehörte nun dem Prämonstratenser-Kloster. Die meiste Zeit jedoch war es an irgendwelche Pfandleiher verpfändet, die mit allen Mitteln das Letzte aus der Bevölkerung herauspressten.
Die hohe Gerichtsbarkeit oblag der Herrschaft zu Schwabegg. Die Pfandleiher wechselten einander ab. Um 1550 hatte Wolf von Knöringen mit der Pfandleihung das so genannte Halsgericht übernommen, das über schwere Leibes- und Lebensstrafen entschied. Im Dreißigjährigen Krieg zog 1632 der Schwedenkönig Gustav Adolf von Augsburg kommend plündernd und mordend durch Siebenaich. Die meisten Häuser wurden niedergebrannt und die Frauen vergewaltigt. Tags darauf zog er mit seinem Haufen weiter nach Mindelheim. 1646 kamen die schwedisch-französischen Truppen durchs Dorf und brannten wieder alles nieder. Dabei wurden sogar die Kirchenbücher vernichtet.
Nachdem sich das Dorf von den Schrecken und Zerstörungen des Dreißigjährigen Krieges erholt hatte, erhielt es im ausgehenden 18. Jahrhundert den Status eines Herrngunstgutes und der Ort wurde zum ersten Mal Semnach, später Sibnach und zuletzt Siebnach geschrieben. Den Bauern wurde der Hof auf Widerruf gegen Zahlung von 500 Gulden verliehen. Den weit überhöhten Betrag konnten nur wenige bar auf den Tisch legen. Die meisten mussten die Schuld in jährlichen Raten zu 100 Gulden begleichen. Bedingt durch Missernten und allerlei Seuchen brachten viele die 100 Gulden nicht auf und mussten bei irgendwelchen Geldverleihern zu Wucherzinsen neue Schulden machen.

Flurkarte Siebnachs (1828)

Nach der Säkularisation des Klosters Steingaden im Jahr 1803 kam Siebnach mit dem Kirchsatze an die Krone Bayerns. Aber auch bei der Säkularisation blieben die Bauern auf ihren Schulden sitzen. Manche blieben auf der Strecke und andere zahlten noch bis zum Ende des 19. Jahrhunderts. Das erste Drittel des 19. Jahrhunderts war aufgrund der Unbilden der Witterung von Missernten gekennzeichnet. Dazu kamen die unberechenbaren Hochwasser der Wertach, die sich dabei auf eine Breite von bis zu anderthalb Kilometer ausbreitete. Nach einer Flurkarte von 1824 bestand die Wertach im Siebnacher Raum aus sieben Flussläufen.
Zur Zähmung des bedrohlichen Gebirgsflusses schloss sich die Gemeinde auf Empfehlung der Regierung des Ober-Donau-Kreises 1858 einem Verlandungsvertrag an. Die nun folgende Korrektur der Wertach zog sich fast 10 Jahre dahin. Zum Ende der Korrektur musste man noch eine Brücke über das neue Flussbett bauen. Diese Holzkonstruktion mit vier Mitteljochen und einer Länge von 38 Metern hielt 30 Jahre lang den Fluten stand. Dann beschädigte ein Hochwasser das Bauwerk so stark, dass die Gemeinde 1899 gezwungen war, eine Stahlbrücke erbauen zu lassen.
Die Begradigung und das nunmehr wesentlich engere Flussbett hatten zur Folge, dass sich die Wertach immer tiefer eingrub. Dadurch senkte sich der Grundwasserspiegel und die Brunnen im Dorf versiegten. So war die Gemeinde im Frühjahr 1906 gezwungen, eine zentrale Wasserversorgung in Auftrag zu geben. Das später flussabwärts eingebaute Wehr verminderte zwar die Fließgeschwindigkeit des Flusses, aber der Grundwasserspiegel wurde doch sehr abhängig vom Wasserstand der Wertach.
In den Jahren 1936/37 rückte die Gemeinde dann den immer wieder auftretenden Überschwemmungen im oberen Dorf zu Leibe. Das Moor und die Feuchtwiesen südwestlich des Dorfes sowie der Langweidbach mit seinen vielen Rinnsalen aus den Wäldern westlich davon führten zur Schneeschmelze und bei längeren Regenperioden Hochwasser, das das Dorf bedrohte. Durch den Bau mehrerer Entwässerungskanäle und einem Hauptkanal, der die Wasser zur Wertach leitet, wurde das Problem beseitigt.

Alte Ansichtskarte (um 1930)

Kurz vor Beginn des Zweiten Weltkriegs wurden im Dorf die Durchgangsstraßen mit einer Schotterschicht und anschließender Feinplanie versehen. In den letzten Kriegstagen und danach bestanden die Straßen nur noch aus knietiefen Gräben und Schlamm. Der Rückzug der Wehrmacht mit hunderten von motorisierten Fahrzeugen und allerlei Kriegsgerät sowie mehrere hundert von Pferden gezogene Wagen hatten den Dorfstraßen schwer zugesetzt.
Als dann am 27. April 1945 Siebnach von der US-Army eingenommen wurde und auch noch Regenwetter einsetzte, wurde es noch schlimmer. Fast eine ganze Woche fuhren Panzer- und LKW-Kolonnen, von Schnerzhofen kommend, in Richtung Wertachbrücke nach Ettringen. Erst nach und nach hat man die Dorfstraßen im Frondienst wieder notdürftig instand gesetzt.
Im Rahmen der ersten Flurbereinigung nach dem Krieg wurde die Ortsverbindungsstraße nach Ettringen von beiden Gemeinden asphaltiert. Ein endgültiger Ausbau der Ortsverbindungen erfolgte erst 10 bis 15 Jahre später. Die meisten dieser Straßen sind heute in der Obhut des Landkreises.
Mit der beginnenden Kanalisation und dem Neubau der Wasserversorgung wurde die Grundlage für ein fortschrittlich-ländliches Dorf geschaffen. Auf Tiefbaumaßnahmen folgte Straßen- und Gehwegbau. Die Erschließung der Baugebiete am westlichen Ortsrand und im Norden ermöglichte den Nachkommen und auch Neubürgern den Bau eines eigenen Heimes.
Am 1. Mai 1978 wurde das bis dahin selbständige Siebnach in die Gemeinde Ettringen eingegliedert.

## Kultur und Sehenswürdigkeiten
Die St.-Anna-Kapelle bildet noch heute den Dorfmittelpunkt. Ihre jetzige Gestalt erhielt sie im Jahr 1682 von dem Wessobrunner Baumeister Johann Schmuzer. In den Jahren 1993/94 wurde die Kapelle grundlegend renoviert. 
Auf halbem Weg zwischen Siebnach und Traunried liegt Kirch-Siebnach. Die auf einem Hügel stehende Pfarrkirche wurde in den Jahren 1718/20 unter Pfarrer Alois Jayer von dem Ettringer Baumeister Michael Stiller erbaut. Erstmals wird die St.-Georgs-Kirche im Jahr 1238 urkundlich erwähnt. Die Einführung der Skapulierbruderschaft nach dem Dreißigjährigen Krieg in Kirch-Siebnach war jahrhundertelang das Ziel für viele tausend Pilger.
Am Fahrradweg zwischen Siebnach und Kirch-Siebnach liegt auf dem Buchberg – erstmals 1083 erwähnt – der hochmittelalterliche Burgstall Siebnach, dessen Wallsystem heute immer noch gut erkennbar ist.

## Wirtschaft und Infrastruktur
Die meisten Siebnacher gehen ihrem Erwerbsleben in der näheren und weiteren Umgebung nach. Einige sind bei den im Dorf ansässigen Betrieben und in der Ettringer Papierfabrik tätig. Ausschließlich von der Landwirtschaft lebt heute kaum noch ein Drittel der Einwohner Siebnachs.
Bei der Schulreform 1969 wurde Siebnach in das Ettringer Schulwesen eingegliedert. Damit gehörte der drei Kilometer lange Schulweg in die Schule von Kirch-Siebnach, den die Kinder bei jeder Witterung zurücklegen mussten, der Vergangenheit an. Die Gemeindereform 1978 brachte zwar den Verlust der Selbständigkeit, aber zu Baumaßnahmen wie dem Bau einer neuen Wertachbrücke wäre das Dorf zu der Zeit nicht im Stande gewesen.

## Vereinsleben
Der älteste Verein ist die Freiwillige Feuerwehr (gegründet 1875), gefolgt vom Schützenverein, der Veteranen- und Reservisten-Kameradschaft, dem Musikverein, der Frauengruppe, dem Ski-Club „Happy Skiing“ und dem Jugendclub.